# Гвинея
Гвине́я (фр. Guinée [giˈne], нко ‏ߖߌ߬ߣߍ߫‏‎‎), официальное название: Гвине́йская Респу́блика (фр. République de Guinée [ʁe.py.bˈlik də giˈne]), также Гвине́я-Кона́кри — государство в Западной Африке. Граничит на севере с Сенегалом, на севере и северо-востоке с Мали, на востоке с Кот-д’Ивуаром, на юге с Либерией, на юго-западе с Сьерра-Леоне, на северо-западе с Гвинея-Бисау. С запада омывается Атлантическим океаном. Столица — Конакри.

## Этимология
Происхождение топонима Гвинея окончательно не установлено. По оценке Е. М. Поспелова, вероятна гипотеза, что топоним является искажением бербер. ⵉⴳⵓⴰⵡⴻⵏ iguawen (немые), поскольку берберские племена так именовали своих южных соседей, не понимавших берберского языка. На европейских картах с XIV века фигурирует название в формах Ganua, Ginya, а с XV века — Guinea. В переводе с языка местного народа сусу слово Guiné означает «женщина».

## Физико-географическая характеристика

### География

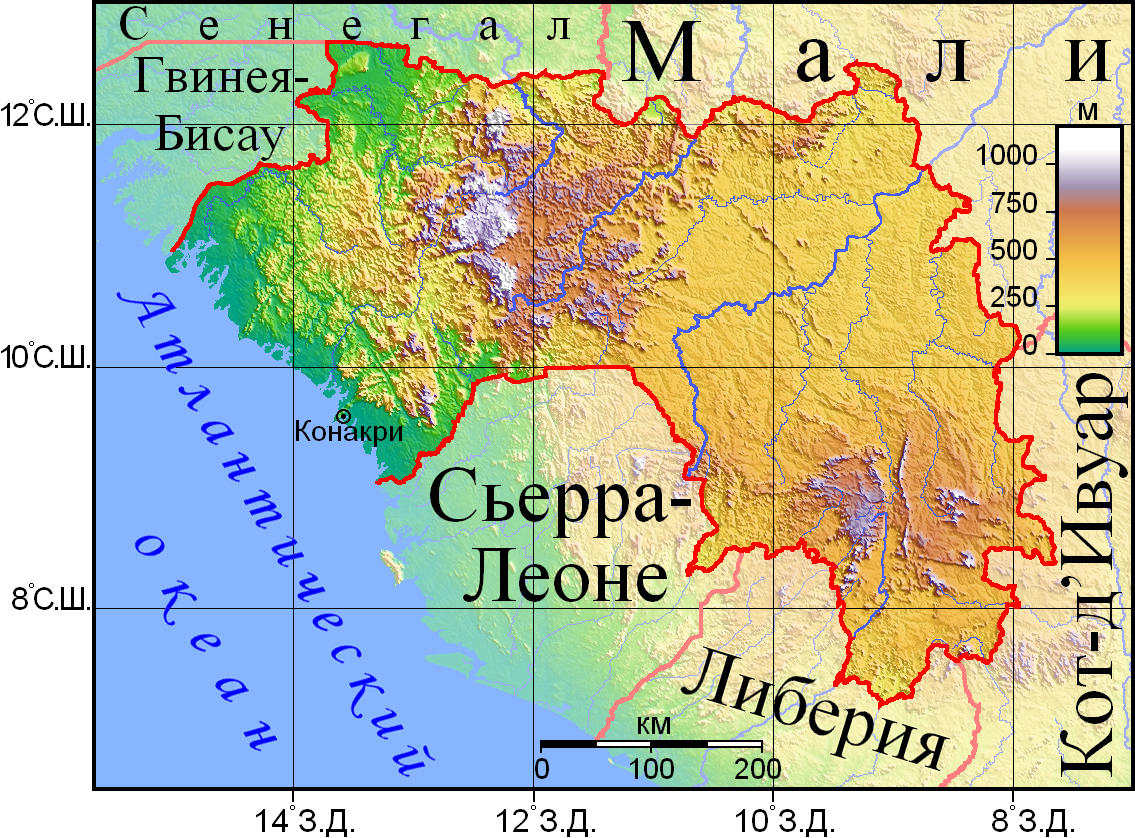
Рельеф Гвинеи

Гвинея

Более половины территории страны занимают невысокие горы и плато. Атлантическое побережье сильно изрезано эстуариями рек и занято аллювиально-морской низменностью шириной 30-50 км. Далее уступами поднимается плато Фута-Джаллон, расчленённое на отдельные массивы высотой до 1538 м (гора Тамге). За ним, на востоке страны, расположена возвышенная пластовая равнина, южнее которой поднимается Северо-Гвинейская возвышенность, переходящая в цокольные плато (≈800 м) и глыбовые нагорья (гора Нимба — высшая точка страны высотой 1752 м).
Разделена на четыре природных региона: Приморская Гвинея, Средняя Гвинея, Горная Гвинея и Лесная Гвинея.
Важнейшими полезными ископаемыми Гвинеи являются бокситы, по запасам которых страна занимает первое место в мире. Добываются также золото, алмазы, руды чёрных и цветных металлов, циркон, рутил, монацит.

### Климат
Климат субэкваториальный с резко выраженным чередованием сухого и влажного сезонов. Влажное лето длится от 3-5 месяцев на северо-востоке и до 7-10 месяцев на юге страны. Температура воздуха на побережье (+27 °C) выше, чем во внутренних районах (+24 °C) страны, за исключением периодов засухи, когда ветер харматан, дующий из Сахары, повышает температуру воздуха до +38 °C.

### Флора и фауна
Густая и многоводная речная сеть Гвинеи представлена реками, стекающими с плато на восточную равнину и впадающими в Нигер, и реками, текущими с этих же плато непосредственно в Атлантический океан. Реки судоходны лишь на небольших, преимущественно устьевых участках.
Леса занимают около 60 % территории страны, но большая их часть представлена вторичными редкостойными листопадными деревьями. Коренные влажные вечнозелёные леса сохранились лишь на наветренных склонах Северо-Гвинейской возвышенности. По долинам рек фрагментарно встречаются галерейные леса. Вдоль побережья местами произрастают мангровые заросли.
Разнообразный некогда животный мир лесов сохранился преимущественно на охраняемых территориях (бегемоты, генетты, циветты, лесные дукеры). Практически полностью истреблены слоны, леопарды и шимпанзе.

## Население

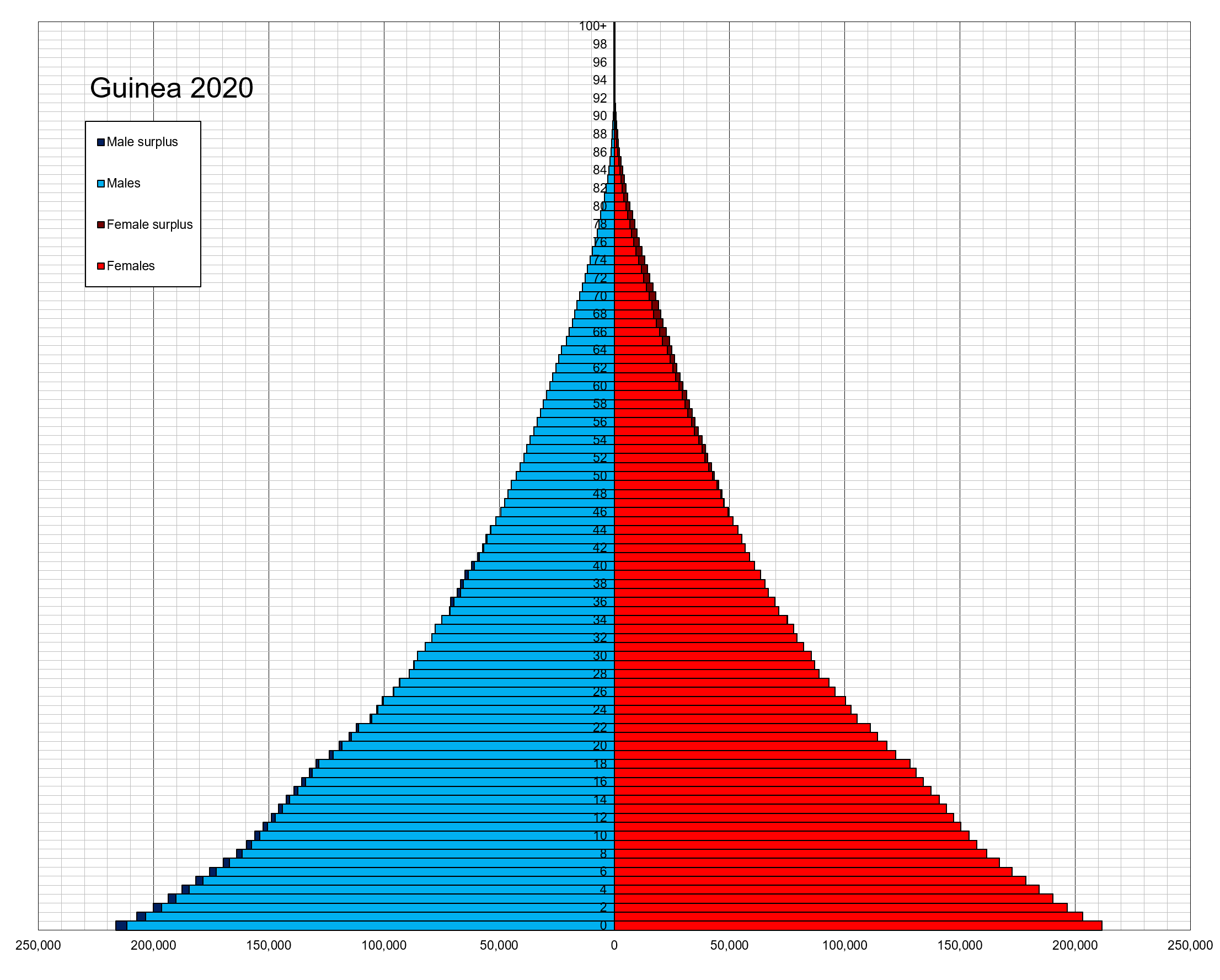
Возрастно-половая пирамида населения Гвинеи на 2020 год

Численность населения 12 395 924 (2017 год).
Годовой прирост 2,6 % (фертильность 5,2 рождения на женщину, младенческая смертность 63 на 1000 рождённых).
Средняя продолжительность жизни 56 лет у мужчин, 59 лет у женщин.
Заражённость вирусом иммунодефицита (ВИЧ) 1,6 % (оценка 2007 года, по последующим годам достоверных данных нет).
Этнический состав: фульбе 32 %, мандинка 30 %, сусу 20 %, прочие 10 %.
Основная религия: ислам суннитского толка, 86,7 % населения, 8,9 % христиане. Большинство из них, католики, также есть общины Ассамблей Бога, евангелистов, плимутских братьев. Аборигенные верования 4 %.
Грамотность 42 % мужчин, 18 % женщин (оценка 2003 года).
Городское население 34 % (в 2009 году).

## История

### Доколониальный период
Древняя история Гвинеи не изучена. В V веке до н. э. берега Гвинеи, вероятнее всего, были запечатлены финикийским мореплавателем Ганноном. 
В средние века некоторые части нынешней Гвинеи входили в состав Империи Ганы (VIII-IX века) и Мали (XIII-XV века). В то время территорию Гвинеи населяли различные племена, самыми многочисленными из которых были мандинка, диалонке, сусу.
В XVI веке на плато Фута-Джаллон расселились кочевники-скотоводы фульбе. В 1720-х годах исламизированная верхушка фульбе начала войну против дьялонке, а также против фульбе-язычников. Эта война завершилась, в основном, в конце 1770-х годов. В результате было создано раннефеодальное государство фульбе имамат Фута-Джаллон.
В XIX веке началось проникновение французов в Гвинею. Они пытались организовать торговые отношения с местными жителями, но зачастую это оканчивалось уничтожением европейских купцов. С 1865 года Франция стала строить на Перцовом берегу, в южной Гвинее форты и укреплённые посты для защиты торговцев. С вождями местных племён французы старались заключать договоры о ненападении.

### Колониальный период в истории Гвинеи
В 1897 году Франция заключила договор с правителем Фута-Джаллон о протекторате. В 1898-1904 гг. примерно на территории современной Гвинеи существовала французская колония Ривьер-дю-Сюд.
В 1904 году Французская Гвинея включена в состав федерации Французской Западной Африки.
Колонизация Гвинеи французами шла медленно. Только после окончания Первой мировой войны там началось создание плантаций бананов, ананасов, кофе. Однако плантационное хозяйство не получило большого развития. Так же медленно развивалась в Гвинее промышленность, лишь накануне Второй мировой войны появились первые горнодобывающие предприятия и небольшие мастерские обрабатывающей промышленности.

### Период независимости
На референдуме в 1958 году гвинейский народ высказался за независимость, которая была объявлена 2 октября. Гвинея была провозглашена республикой.
На референдуме в сентябре 1958 года Гвинея была единственной страной во франкоязычной Африке, которая отклонила предложение генерала де Голля об интеграции колоний во Французское сообщество, что привело к немедленному разрыву политических и экономических отношений с Францией. Независимость была провозглашена 2 октября 1958 года. В следующем месяце Франция вывела свои вооруженные силы, государственных служащих и кредиты. Французские колонисты унесли с собой все свои ценные материалы и репатриировали суверенные архивы Франции. В качестве реакции на голосование за независимость и в качестве предупреждения другим франкоязычным территориям французы покинули Гвинею в течение двух месяцев, забрав с собой всё, что они считали своим вкладом в Гвинею. Они выкрутили лампочки, унесли чертежи канализационных труб в Конакри и даже сожгли лекарства, вместо того чтобы оставить их гвинейцам.
Президентом республики стал Ахмед Секу Туре, установивший в стране однопартийную систему, подкреплённую мощным репрессивным аппаратом для подавления «эксплуататорских классов», конкретного определения каковых не существовало, но к которым были отнесены предположительные противники режима. В области внешней политики он придерживался умеренно просоветского курса, а в области внутренней политики был приверженцем научного социализма с африканской спецификой. Результатом этой стратегии стало тотальное обобществление собственности, на отдельных этапах в приказном порядке регулировалась даже численность торговцев на базарах. К началу 1980-х годов за рубеж эмигрировало около миллиона жителей страны. В 1978-1984 годах носила название Гвинейская Народная Революционная Республика.
После смерти Ахмеда Секу Туре в 1984 году власть захватила группа военных, создавших Военный комитет национального возрождения во главе с полковником Лансана Конте, устранившим в течение последующих трёх лет основных конкурентов в борьбе за власть. При президенте Конте внешняя политика была переориентирована в сторону большего сотрудничества с Францией, США, Великобританией; страна стала пользоваться скромной поддержкой международных финансовых организаций.
В конце 1980-х годов начался процесс демократизации политической жизни; с начала следующего десятилетия регулярно проводятся номинально свободные президентские и парламентские выборы. Тем не менее, победу на президентских трижды (в 1993, 1998, 2003 годах) одерживал Конте, а на парламентских его партия единства и прогресса, причём каждый раунд сопровождался мощными протестами оппозиции, на что силовые министерства традиционно реагировали очень жёстко.
Продолжающееся ухудшение экономической ситуации в стране повлекло в 2007 году массовые выступления с требованиями отставки правительства и принятия срочных мер по выводу страны из кризиса. В итоге переговоров между властями и профсоюзным движением пост премьер-министра был передан компромиссному кандидату с мандатом до следующих выборов, намеченных на середину 2008 года.
22 декабря 2008 года президент Конте скоропостижно скончался и, согласно конституции, его обязанности перешли к председателю Национального собрания Абубакару Сомпаре, который в течение 60 дней должен был провести выборы нового президента республики. Однако 23 декабря 2008 года, через несколько часов после смерти Конте, группа военных, которые объявили себя Национальным советом за демократию и развитие, НСДР (фр. Conseil national pour la démocratie et le développement, CNDD), совершила государственный переворот. 24 декабря 2008 года обязанности президента республики были переданы капитану Муссе Дади Камаре по согласованию между правительством премьер-министра Ахмеда Тидиане Суаре и военными, создавшими Национальный совет за демократию и развитие.
Лидер хунты назначил выборы нового президента на январь 2010 года. При этом сначала он отказался от участия в борьбе за президентское кресло, однако потом изменил своё решение, чем вызвал возмущение оппозиции. 28 сентября 2009 года в столице Гвинеи Конакри прошёл многотысячный митинг, на разгон которого были брошены армейские части. В результате погибли более 150 участников, около 1000 демонстрантов получили ранения.
В декабре 2009 года на Муссу Дади Камара было совершено покушение, в ходе которого он был ранен в голову и отправлен на лечение за границу. В итоге контроль над правящей хунтой перешёл к генералу Секубе Конате, который позже призвал оппозицию сформировать правительство национального единства и назначил президентские выборы на июнь 2010 года. С 21 декабря 2010 года президент Альфа Конде.
28 сентября 2013 года прошли парламентские выборы, итогов которой оппозиция не признала.
12 октября 2016 года в результате переговоров между президентом республики, представителями оппозиции и гражданского общества, а также при участии международных наблюдателей, было достигнуто политическое соглашение, состоящее из 12 частей, реализация которых должна была обеспечить нормализацию отношений между политическими блоками и в гражданском обществе. Соглашение должно было помочь в подготовке к проведению открытых и независимых выборов парламента и президента в 2020 году.
5 сентября 2021 года в столице государства произошел военный переворот, осуществлённый силами элитного воинского подразделения группы правительственного спецназа (GPS). Руководитель подразделения полковник Мамади Думбуя сообщил об аресте президента страны Альфы Конде, роспуске правительства и парламента, закрытии границ.
Имеет дипломатические отношения с Российской Федерацией (установлены с СССР 4 октября 1958 года). В 2018 году между странами заключено соглашение о военном сотрудничестве.

## Государственное устройство
Гвинея — президентская республика. Глава государства и правительства — президент, избираемый всенародным голосованием. Последние выборы прошли 11 октября 2015 года. В первом туре 58 % голосов получил Альфа Конде, за которого отдали голоса народность мандинка и мелкие гвинейские народы. Народы и племена, поддержавшие Селу Далейна Диалло (набрал 31 % голосов) безуспешно пытались организовать акции протеста. В то же время наблюдатели из Евросоюза признали выборы честными, отметив некоторые организационные проблемы.
Национальное собрание Гвинеи — однопалатный законодательный орган. В парламенте заседает 114 депутатов, 38 из которых избираются по мажоритарной системе, а 76 — по пропорциональной. После военного переворота 2009 года функции парламента выполнял Национальный совет переходного периода. После длительного переговорного процесса между властями и оппозицией при активном участии мирового сообщества 28 сентября 2013 года удалось провести парламентские выборы.
По признанным мировым сообществом и большинством политических партий страны результатам победу одержала партия президентского большинства «Объединение гвинейского народа» (Rassemblement du peuple de Guinée), получив 53 депутатских места в парламенте. Второе место заняла оппозиционная партия «Союз демократических сил Гвинеи» (Union des Forces Démocratiques de Guinée) (37 мест); третье — оппозиционная партия «Союз республиканских сил» (Union des Forces Républicaines) (10 мест) и др.
Верховный суд (фр. Cour Suprême) — высшая судебная и апелляционная инстанция Гвинеи. Помимо Верховного суда действуют два апелляционных суда, суды первой инстанции и военные суды. Судьи назначаются президентом по рекомендации Высшего совета магистратуры. Помимо этого существует две специальные судебные инстанции: Конституционный суд (фр. Cour constitutionnelle), в юрисдикции которого находятся вопросы конституционного устройства, и Высокий суд правосудия (фр. Haute Cour de justice), которому подсудны президент и члены правительства.

## Экономика
Гвинея обладает большими минеральными, гидроэнергетическими и сельскохозяйственными ресурсами, однако по-прежнему остаётся экономически слаборазвитой страной.
С 1950-х гг. Гвинее оказывал экономическую помощь Советский Союз. При его содействии был создан бокситодобывающий комплекс и множество промышленных объектов, реконструированы железные и автомобильные дороги, построены столичный университет, аэропорт, центральный стадион, гостиница, радиостанция.
В Гвинее имеются месторождения бокситов (почти половина мировых запасов), железной руды, алмазов, золота, урана.
ВВП на душу населения (в 2009 году) 1 тыс. долл. (212-е место в мире). Ниже уровня бедности живут 47 % населения (в 2006 году).
В сельском хозяйстве занято более 75 % работающих (24 % ВВП).
Культивируются рис, кофе, ананасы, персики, нектарины, манго, цитрусовые, тапиока, бананы, картофель, помидоры, огурцы, перец, инжир и другие овощи и фрукты. Разводится рогатый скот, овцы, козы.
Промышленность (38 % ВВП): добыча бокситов, золота, алмазов, железной руды, обработка сельскохозяйственной продукции.
Внешняя торговля
По данным OEC на 2019 год, экспорт составил 6 миллиардов долларов США, импорт по тем же данным составил 4,4 миллиарда долларов США.
Главные экспортные товары (на 2019 год): золото (46,6 %) и медная руда (46,5 %). С 2017 года страна пытается диверсифицировать структуру экспорта и активно работает над освоением новых экспортных рынков.
Основные покупатели (на 2019 год): ОАЭ 38,9 %, Китай 35,6 %, Индия 6,23 %, Бельгия 4,2 %, Испания 3,23 %.
Главные импортные товары (на 2019 год): машины и оборудование, транспортные средства, нефтепродукты, продовольствие (рис, пшеница, соя и др.), а также лекарства, обувь, одежда и сигареты.
Основные поставщики (на 2019 год): Китай 39 %, Индия 7,98 %, Бельгия 7,6 %, Франция 5,1 %.
Входит в международную организацию стран АКТ.

## Административно-территориальное деление
Гвинея разделена на 7 провинций и 33 префектуры, столица Конакри приравнена к провинции.

Регионы Гвинеи.

| № | Регион    | Регион (фр.) | Административный центр | Площадь, км² | Население, чел. (2009) | Плотность, чел./км² |
| - | --------- | ------------ | ---------------------- | ------------ | ---------------------- | ------------------- |
| 1 | Боке      | Boké         | Боке                   | 31 186       | 1 036 700              | 33,24               |
| 2 | Конакри   | Conakry      | Конакри                | 450          | 1 548 500              | 3441,11             |
| 3 | Фарана    | Faranah      | Фарана                 | 35 581       | 777 700                | 21,86               |
| 4 | Канкан    | Kankan       | Канкан                 | 72 156       | 1 467 000              | 20,33               |
| 5 | Киндия    | Kindia       | Киндия                 | 28 873       | 1 432 900              | 49,63               |
| 6 | Лабе      | Labé         | Лабе                   | 22 869       | 919 700                | 40,22               |
| 7 | Маму      | Mamou        | Маму                   | 17 074       | 797 800                | 46,73               |
| 8 | Нзерекоре | Nzérékoré    | Нзерекоре              | 37 668       | 2 237 500              | 59,41               |
|   | Всего     |              |                        | 245 857      | 10 217 800             | 41,56               |

## СМИ
Государственная телерадиокомпания — RTG (Radiodiffusion-Télévision Guinéenne — Гвинейское радиовещание и телевидение), создана в 1962 году как Voix de la Révolution, современное название с 1984 года, включает в себя одноимённый телеканал (запущен в мае 1977 года), телеканал RTG2 радиостанции Radio Guinéenne (запущена SORAFOM в 1958 году как Radio Guinée) и Radio Rurale de Guinée.

## Галерея

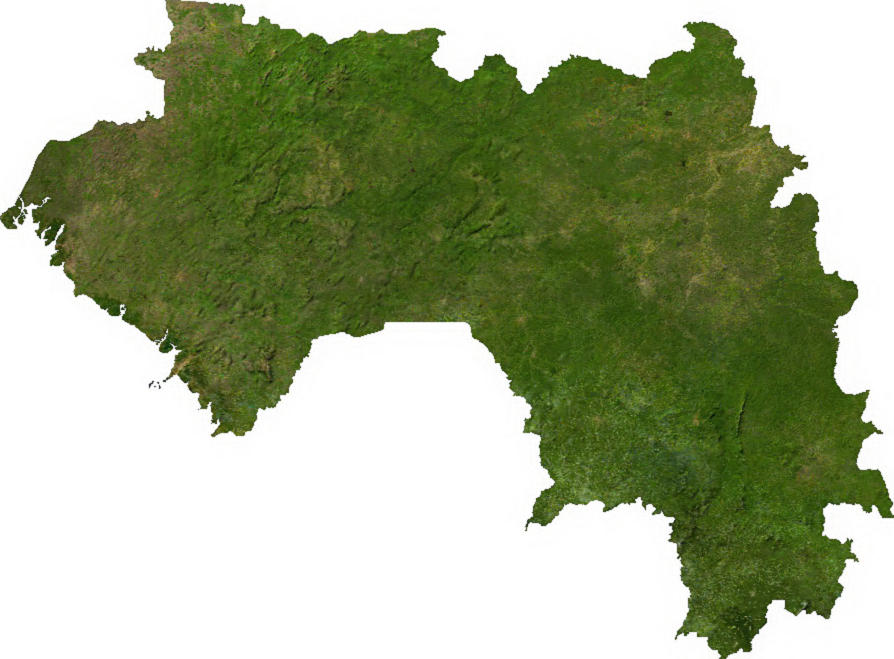
Гвинея
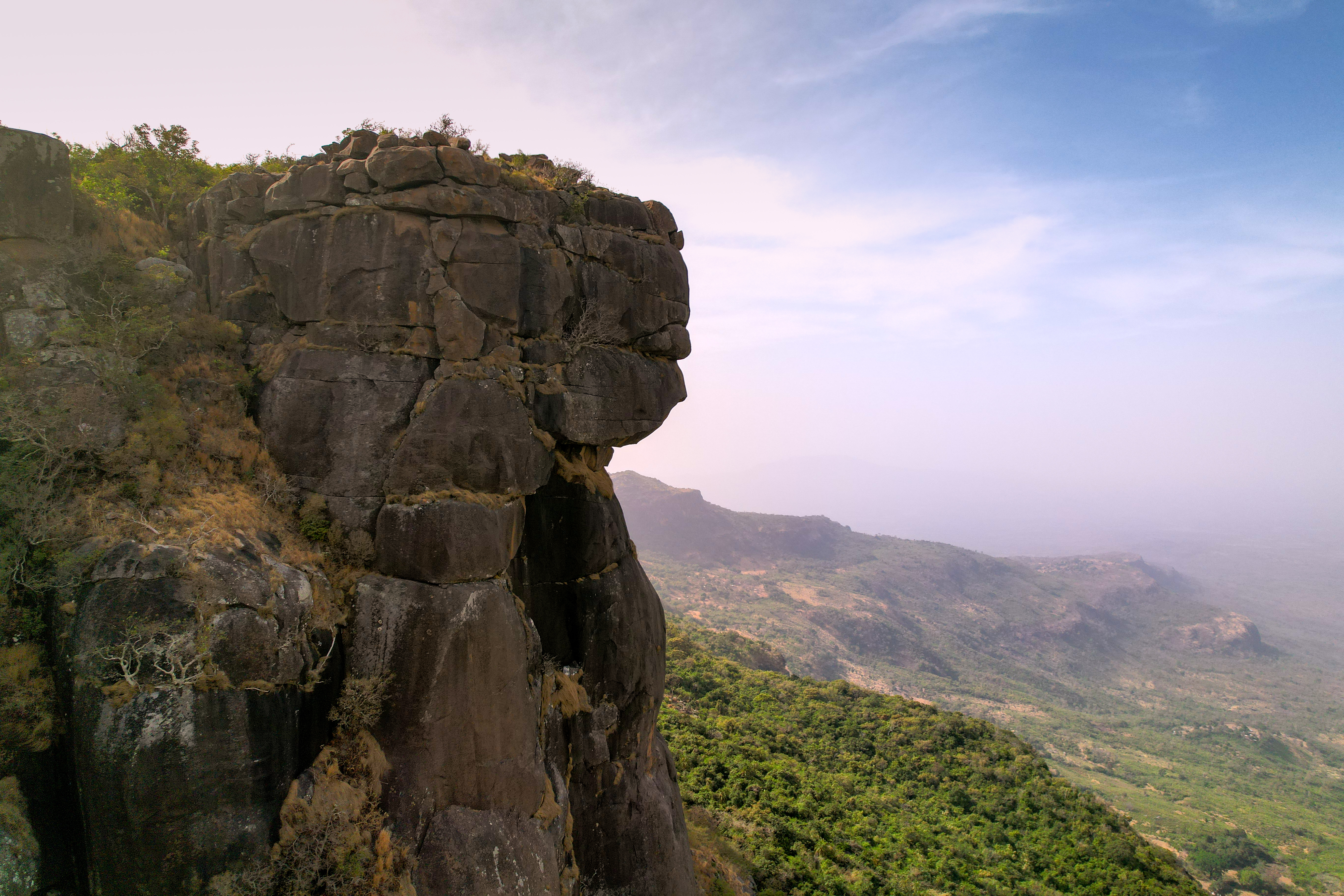
Dame de Mali
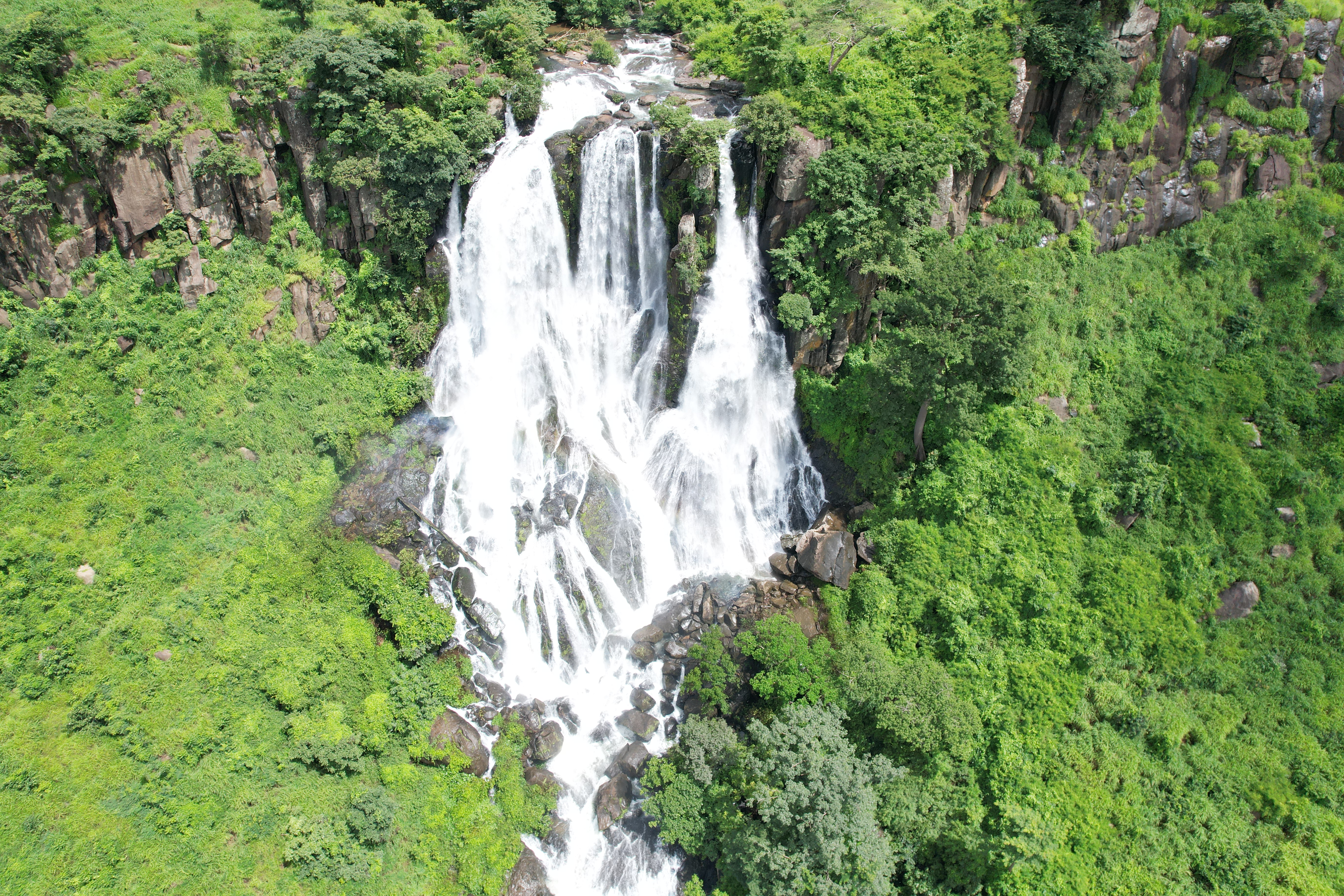
Chute de Tabouna à Kindia
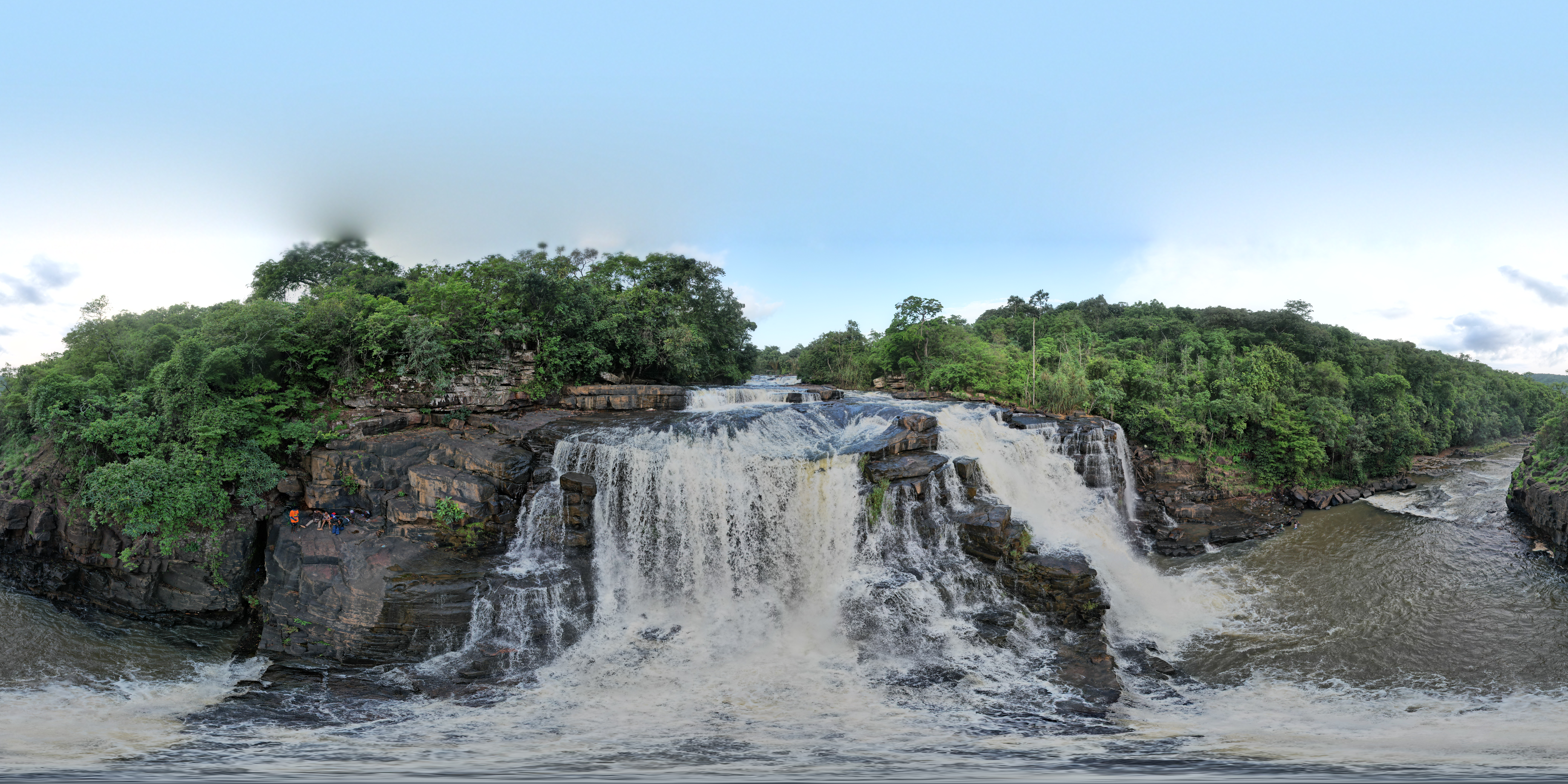
Chute de Saala Labé
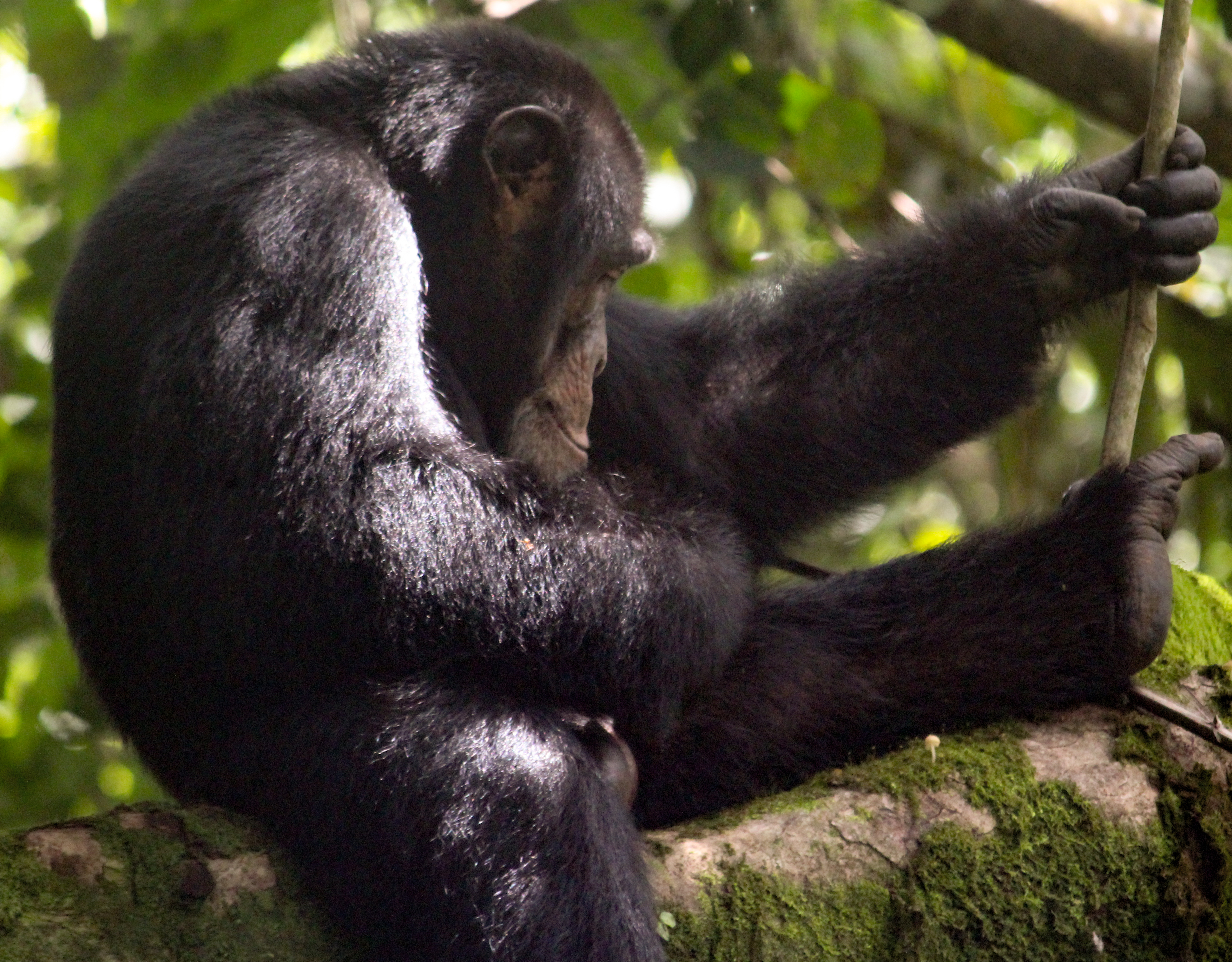
Обезьяна Шимпанзе
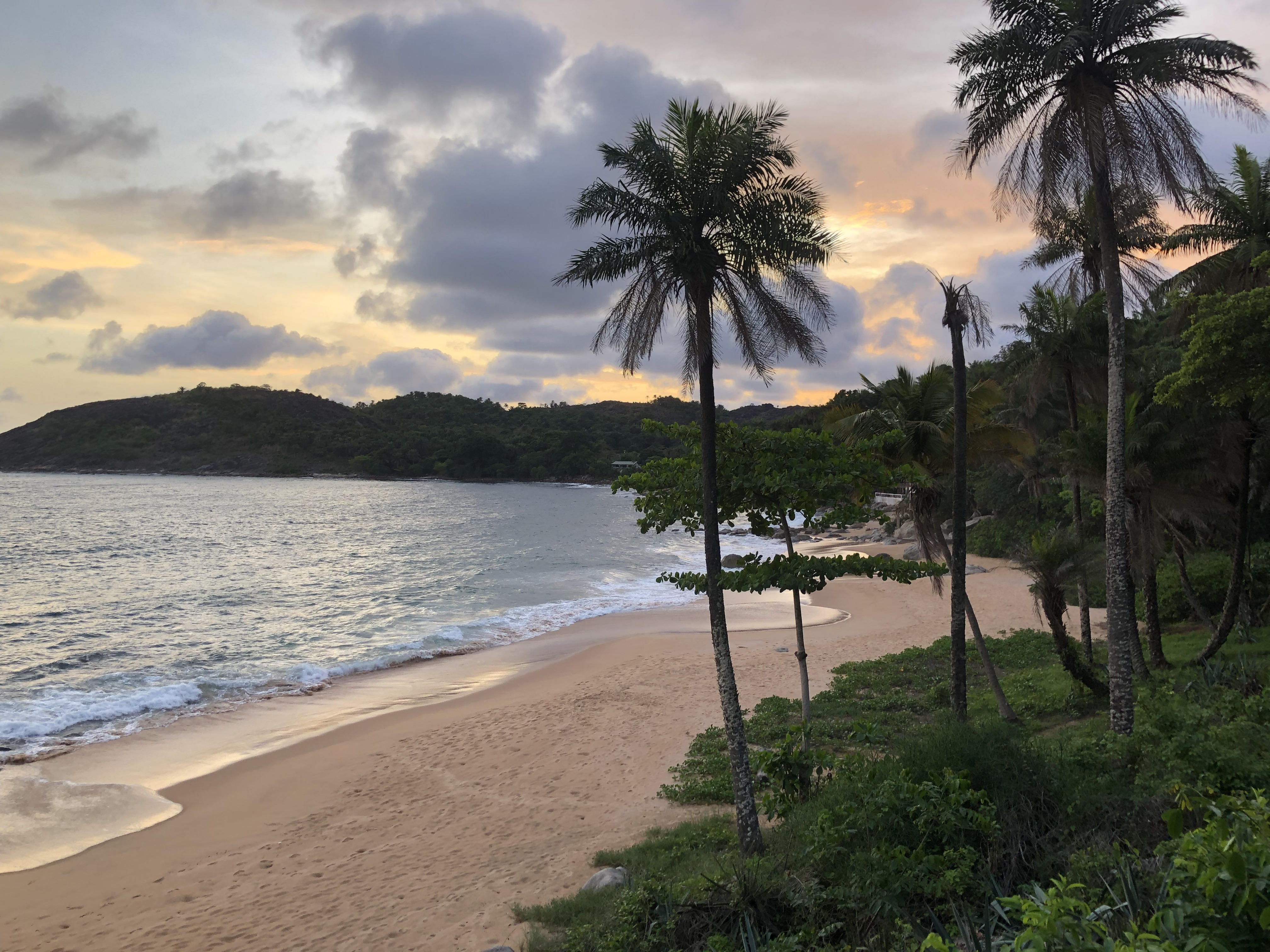
Пляж Ile de Loos